# メアリー・デッカー

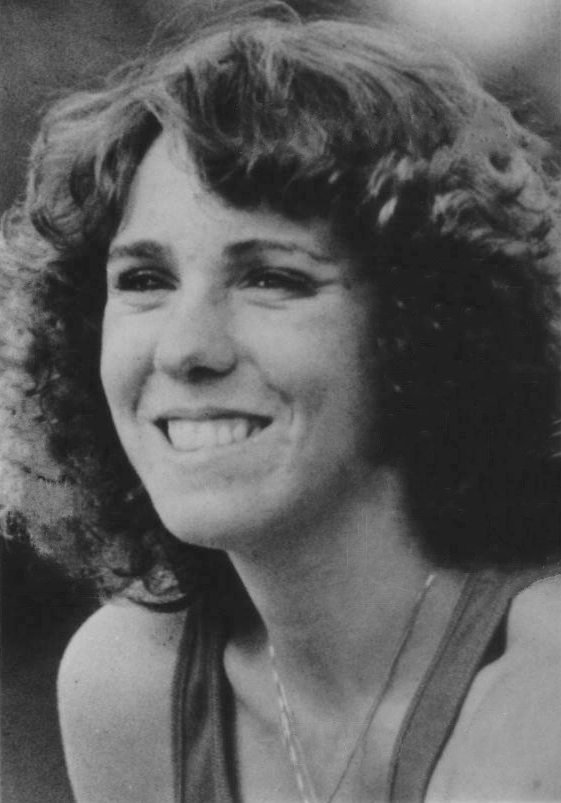
メアリー・デッカー（1982年）

メアリー・デッカー（ Mary Decker 、1958年8月4日 -  ）（現在の氏名は「 Mary Slaney 」、誕生時の本名は「 Mary Teresa Decker 」）は、アメリカ合衆国の陸上競技女子中距離走・長距離走選手である。1982年にアメリカのアマチュアスポーツの最高権威とされるジェームスサリバン賞を受賞する。

## 主な成績
- 1983年 世界陸上ヘルシンキ大会：1500m優勝、3000m優勝
- 1984年 ロサンゼルスオリンピック：3000m途中棄権
- 1988年 ソウルオリンピック：1500m8位入賞、3000m10位
- 1996年 アトランタオリンピック：5000m出場（予選敗退）

## プロフィール
- 1980年代前半、女子中長距離で当時全盛期だった東欧勢に対等な戦いを挑み、ヘルシンキ世界陸上選手権では1500m、3000mで激戦の末、東欧勢を下し、ともに優勝したことが特筆される。
- 1984年ロサンゼルスオリンピックでは1500mには出場せず、あえて3000mの1種目のみにしぼっての出場となり、金メダルの最有力候補であった。しかしレース途中、南アフリカ出身のゾーラ・バッド（英国）との接触事故で転倒し、途中棄権に追い込まれた。
- 1976年モントリオールオリンピックは故障、1980年モスクワオリンピックは米国のボイコットにより、五輪2大会を続けて欠場。その後1988年ソウルオリンピックと、1996年アトランタオリンピックにも出場したが、結局念願の五輪メダル獲得はならず、悲劇のヒロインと言われた。
- 私生活では1981年にマラソンランナーのロン・タブと結婚したが2年後に離婚。1985年に円盤投選手のリチャード・スレイニーと再婚している。日本のマスコミでの呼び方は初婚時は「メアリー・デッカー・タブ」、再婚後は「メアリー・デッカー・スレイニー」となっていた。
- 女優なみのルックスのブロンド美人でアメリカ国内はもとより、世界的に人気の高い選手でもあった。